# Vogogna
Vogogna település Olaszországban. Lakosainak száma 1680 fő (2023. január 1.). Vogogna Beura-Cardezza, Pallanzeno, Piedimulera, Pieve Vergonte és Premosello-Chiovenda községekkel határos.

## Népesség
A település népességének változása:
| Lakosok száma | 1807 | 1702 | 1743 | 1757 | 1737 | 1680 |
|               | 1991 | 2001 | 2004 | 2017 | 2018 | 2023 |